# Heteroconchia
Heteroconchia is een infraklasse van de tweekleppigen (Bivalvia).

## Taxonomie
De volgende taxa zijn bij de infraklasse ingedeeld:
- Subterklasse Archiheterodonta Giribet in J. D. Taylor, Williams, Glover & Dya, 2007
- Subterklasse Euheterodonta Giribet & Distel, 2003
- Subterklasse Heterodonta Neumayr, 1884
- Subterklasse Palaeoheterodonta Newell, 1964